# Нікола I Петрович
Нікола I Петрович-Негош (чор. Краљ Никола I Петровић Његош, 7 листопада 1841, Негуші, Чорногорія — 2 березня 1921, Антіб, Франція) — князь Чорногорії (1861—1910), король Чорногорії (1910—1918). Він був також відомий і як обдарований письменник та поет. Серед інших виділяється патріотична пісня його авторства «Онамо, намо» («Там, там за пагорбами»), яка пізніше стала національним гімном Королівства Чорногорія і зараз є популярною народною піснею.
Під час його правління, Чорногорія на Берлінському конгресі отримує міжнародне визнання і значне територіальне розширення після чорногорсько-турецької війни. Крім того, територіальне розширення Чорногорії прийшло після Балканських воєн (1912—1913).
Микола I реформував державне управління, створив Раду міністрів, модернізував армію Чорногорії, генеральний кодекс власності заклав основу для правової системи і відкрив двері для іноземних інвестицій. 1905 року Нікола I ухвалив Конституцію Князівства Чорногорії, після чого він скликав Національні збори Чорногорії. Він був великим прихильником сербів і хотів об'єднання сербів та інших південних слов'ян. Однак, він був непримиренним противником сім'ї Карагеоргієвичів.
У Першій світовій війні, оголошує війну Австро-Угорщині. Королівство Чорногорія опиралося Австро-Угорському вторгненню, але капітулювало в січні 1916 року.
Король Нікола з урядом знайшов притулок у Франції, у вигнанні, з якого він так і не повернувся. На Паризькій конференції, Чорногорії не вдалося повернути собі міжнародний правовий суверенітет, тому вона наприкінці 1918 року йде у склад об'єднання Королівства Сербії.
Король Нікола помер в ізоляції у вигнанні, і був похований в Російській Церкві в Сан-Ремо, Італія. Його останки і останки його дружини королеви Мілени Петрович в 1989 році були повернуті і поховані в Цетинє.

## Юність
Народився в містечку Негуші на батьківщині династії Петровичів (Негошей). Його батьком був знаменитий чорногорський воїн та старший брат єпископа Данила II — Мірко Петрович-Негош. В династії Петрович-Негош, тим хто був приналежним до вищого духовенства — заборонялось одружуватись. Першим це правило змінив саме Данило, який вирішив узяти шлюб 12 січня 1855 року із Дариною Квекіч, яка походила із сім'ї сербських торговців. Тепер колишнє єпископське князівство Чорногорія стало після кількох століть світським князівством. 13 серпня 1860 року Данило був застрелений коли сідав на корабель у порті в Которі. Данило не залишив по собі нащадків, адже мав єдину дочку — Ольгу, яка загинула ще в юності. Отже наступником був визнаний брат Мірко. Але той відмовився від престолу на користь свого сина Ніколи I Петровича, який став наступним світським правителем Чорногорії.
Змалку Нікола навчався бойовим мистецтвам та легкій атлетиці, був готовий до ролі військового. Ріс далеко від Чорногорії. Частину свого дитинства провів у Трієсті в маєтку родини Костіковіч де ним опікувалась його тітка, принцеса Даринка, дружина Данила I. Даринка була шанувальницею французької культури, тому було вирішено відправити навчатись Ніколу до Ліцею Людовіка Великого у Парижі. Варто зазначити, що на відміну від сербського князя та короля Мілана Обреновича, який теж там навчався, Ніколі важко давалось життя та навчання в Парижі. Тому він чекав повернення на батьківщину.

## Принц Нікола І

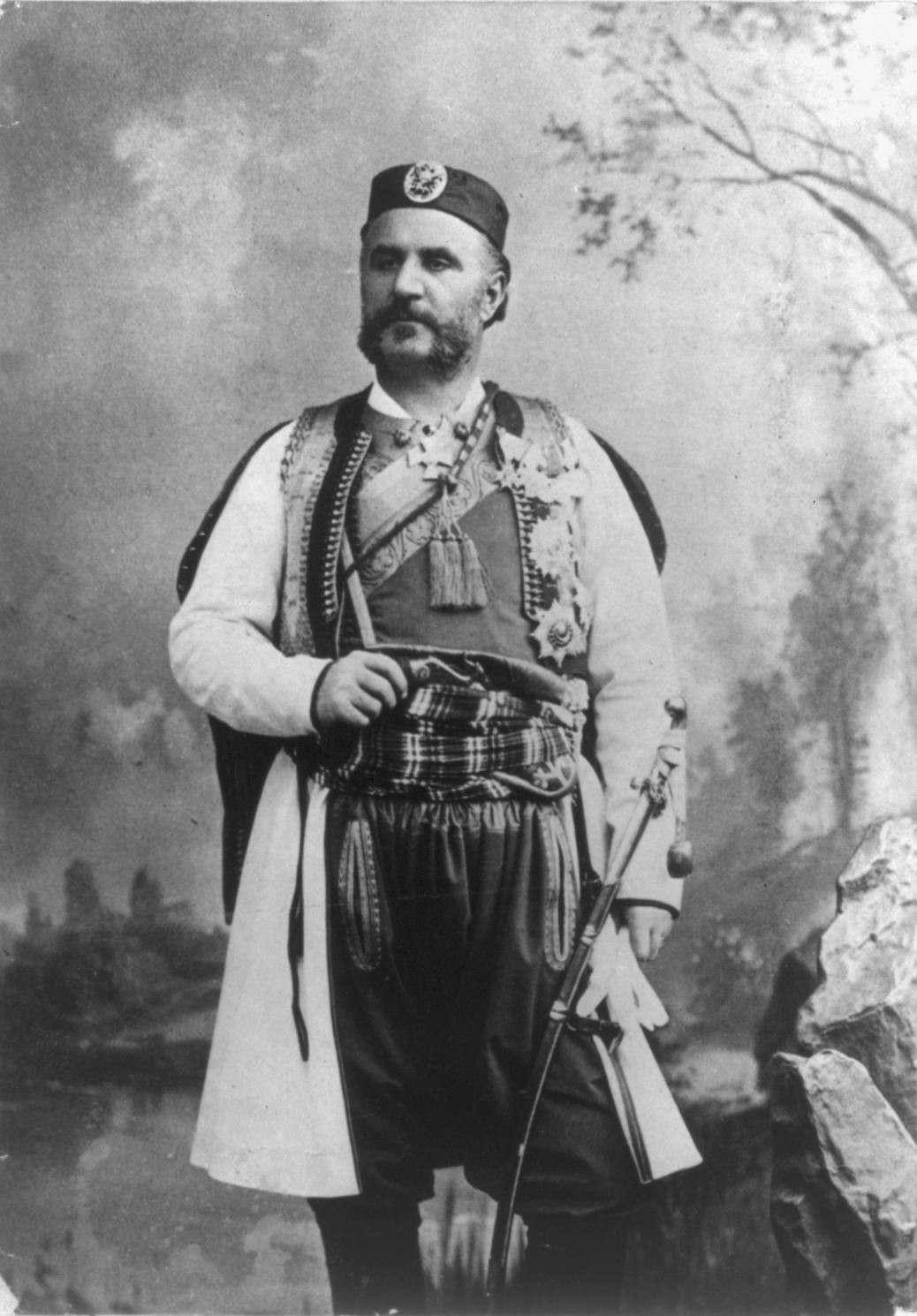
Принц Нікола в 1909 році

Штандарт Князівства Чорногорія (1878—1910)

Коли 13 серпня 1860 року в Которі було вбито Данила I, Нікола був ще в Парижі. Спадкоємцем було призначено його батька Мірка, але той відрікся від престолу на користь свого сина.
Незабаром після цього Нікола важко захворів на запалення легень та був близьким до смерті. Проте захворювання вдалось вилікувати через кілька тижнів. А згодом, щоб задовольнити потребу у нащадкові Нікола пішов на ранній шлюб. Уже в листопаді 1860 року в Цетинє Нікола одружився з тринадцятирічною Міленою Вукотич, дочкою чорногорських дипломатів Петра та Олени Вукотич. 23 грудня 1964 року Мілена народила першу доньку, принцесу Зорьку.
Попри юний вік нового князя, він зразу ж показав впевнене та цілеспрямоване бажання в модернізуванні та покращенні своєї держави. Окрім політичного розвитку та розширення територій Чорногорії влада вдалась і до економічного розвитку країни. Проте патріотичні почуття Ніколи і велика терпимість та справедливість, які часто піддаються критиці — призвели до встановлення в Чорногорії християнської православної та ісламської релігій. Це породжувало серйозні суперечки серед населення.
Його правління було корисним для Чорногорії. В перші дні на престолі Нікола ввів ряд військових, адміністративних та освітніх реформ. Було засновано початкові та середні школи, збільшувався освітній рівень та суспільний статус у жінок. Також важливим було заснування численних музеїв та публічних бібліотек. Цетинє, яке колись було маленьким містечком, тепер стало королівською столицею держави, центром літературного руху, центром культури, економіки і соціальних інститутів як і на Балканах, так і в загальноєвропейському значенні.
1876 року князь Нікола вирушив у тижневий державний візит до Греції, де він встановив дружні відносини з великим королем Георгом І. 1867 року Нікола зустрівся з імператором Наполеоном III в Парижі і в 1868 році поїхав з візитом до Росії, де отримав прийом у царя Олександра II. Цього ж року князь відвідав і Відень де залишався протягом трьох днів, як почесний гість австрійського імператора Франца Йосифа І. 1869 року в Цетинє було відкрито російське посольство.

### Чорногорсько— турецька війна
Друга половина XIX століття характеризувалася великою кількістю повстань жителів Боснії і Герцеговини проти беззаконня турецьких намісників. Оскільки і Сербія і Чорногорія ніколи не залишалися осторонь від цих подій, правлячі кола обох держав були змушені шукати шляхи для подолання існуючих розбіжностей щодо спільних військових дій проти Порти. На початку червня 1876 між ними був підписаний таємний договір про союз і військова конвенція, яка передбачала грошову допомогу Чорногорії для організації війська, закупівлю зброї та боєприпасів.
18 червня 1876 Сербія і Чорногорія оголосили війну Туреччині.
Основні події на чорногорсько-турецькому театрі бойових дій розгорталися в Герцеговині і в напрямку албанського кордону. Чорногорські війська були поділені на дві частини. Головні сили під проводом князя Ніколи I оперували на північно-західному кордоні, допоміжні загони під керівництвом воєводи Божідара Петровича діяли на рубежах східніше Подгориці.
За період з червня по жовтень 1876 чорногорці виграли 6 великих битв у турків, втрати яких склали 17 тис. убитих, 18 тис. поранених і 1150 полонених. При цьому загинуло 700 і було поранено 1300 чорногорців. Серед цих битв найбільш значущою стала перемога у Вучйого Дола 28 липня 1876 року. На її честь болгарський письменник Іван Вазов створив свій твір «Чорна Гора».
Східна криза посилилася після вступу в 1877 р у війну Російської Імперії. Росія вирішила, що настав зручний момент для захоплення Константинополя і остаточного рішення «східного питання» на свою користь.
У цій фазі військових дій чорногорські війська звільнили Никшич, Бар і Ульцинь. Похід на Подгорицу був зупинений початком мирних переговорів між Росією і Туреччиною, в результаті яких в березня 1878 року було укладено Сан-Стефанськогу мирну угоду. Однак, вже влітку 1878 року вигідні для переможців умови були оскаржені провідними європейськими державами на Берлінському конгресі. Під сильним дипломатичним тиском Росія була змушена погодитися на ревізію договору.
Головним підсумком Берлінського конгресу для Чорногорії стало визнання її суверенітету, а також значні територіальні прирощення. До складу 27-го міжнародно визнаної європейської держави увійшли міста Никшич, Подгориця, Бар, Колашин, Андрієвиця, Жабляк і Ульцинь. Це була найбільша перемога чорногорців, навіть попри те, що на вимогу Австро-Угорщини їм заборонялося мати військовий флот і будувати оборонні укріплення, а узбережжя країни віддавалося під санітарний і військовий контроль австрійського командування.

### Епоха миру
З 1881 року до Балканських воєн в Чорногорії панувала довга ера миру. Міжнародне визнання дозволило чорногорському володарю увійти до кола європейських монархів і використовувати у своїх інтересах так звану «шлюбну дипломатію». Його старший син був одружений з німецькою принцесою. Хрещеним батьком молодшого був грецький король. Видавши своїх доньок заміж за іноземних принців, Нікола I породичався ще й із правлячими домами Сербії, Болгарії, Росії й Італії та здобув прізвисько «тестя Європи».
Князь був самодержавним правителем. Його головними радниками було дванадцять сенаторів, які обирали князя, як правило, з числа племінних лідерів. Держава була розділена на 12 районів. Управителями були капітани, які мали адміністративну і судову роль. Загальний кодекс власності заклав основи для правової системи і відкрив двері для іноземних інвестицій. Чорногорія процвітала та характеризувалась стабільністю. Були покращені освітня система, система комунікацій та армія (завдяки підтримці Російської імперії). Старий кодекс князя Данила II було замінено Генеральним кодексом Чорногорії 1888 року. Автором виступав хорватський професор права Балтазар Богишич. Його знаменита праця викликала на тільки визнання, а й захоплення всього світу.
Попри розширення, головною проблемою країни було те, що вона не мала достатньо орних земель, щоб прогодувати своє населення. Основною діяльністю було тваринництва, і дві третини експорту припадало на продукцію тваринництва. Були імпортовані зерно і текстиль. Велика частина населення жила в умовах крайньої убогості, яке емігрувало до Сербії чи Америки. Фінансова основа держави орієнтувалася на допомогу Росії. Розширення території і міжнародне визнання  привернуло іноземний капітал, спочатку Австро-Угорський, а потім італійський, тому в країні формуються перші промислові підприємства, які викликали розвиток транспорту і з'єднали старі і нові території. Але його найбільшою турботою була армія, яка піднялася на висоту сучасних завдань та потреб, організована за російською моделлю.

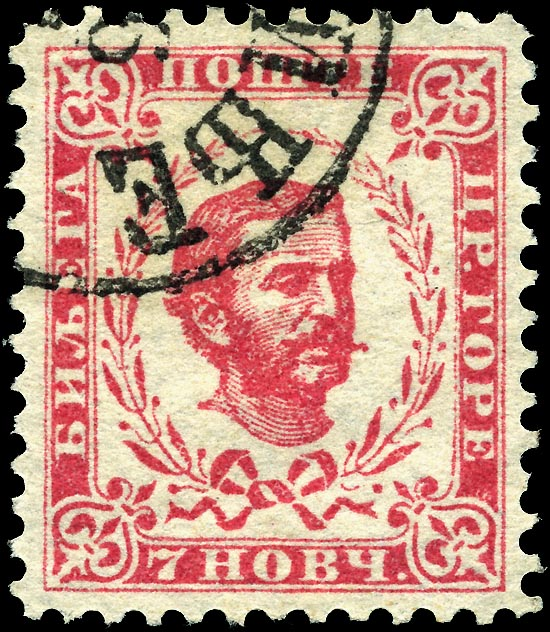
Поштова Марка. 1874

У 1883 році Нікола відвідав османського султана, з яким підтримував досить хороші стосунки. Наприкінці цього року в Празі був прийнятий чеською королевою та австрійською овдовілою імператрицею Марі Анною Савойською. 1896 року Нікола відсвяткував 200- річчя династії Петрович-Негош. В цьому ж році він узяв участь в коронації царя Миколи II, а в травні відвідав королеву Вікторію в Віндзорському замку. Як союзник Росії, Нікола в 1904 році оголосив війну Японії. Однак через велику відстань, участь Чорногорії в російсько-японській війні стала тільки символічною.

### Конституція 1905 року.
Нікола прагнув до абсолютної влади, але 1905 році повинен був піти на часткову лібералізацію режиму і під тиском населення, яке прагнуло до розширення своїх свобод видав першу чорногорську конституцію. Також розпочав втілення у життя західноєвропейські ідеї свободи слова. Принц Нікола не хотів відмовитися від влади; насамперед Чорногорська конституція залишила йому необмежену владу. Згідно з конституцією, князь мав право затверджувати закони, щоб запропонувати законодавство, призначати міністрів і видавати укази. Частину членів Асамблеї затверджував князь, а решта була обрана на виборах. Національні Збори мали право обговорювати закони і пропонувати бюджет. 1906 року була запроваджена власна грошова одиниця— чорногорський перпер.
Національні Збори стало ареною запеклих конфліктів у між прихильниками і супротивниками князя Ніколи. За цим була серія короткострокових політичних союзів. Керівники в лютому 1907 року заснували Народну партію, першу політичну партію в Чорногорії

## Королівський титул

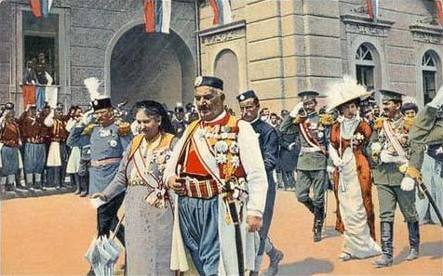
День проголошення Королівства Чорногорія, Цетинє

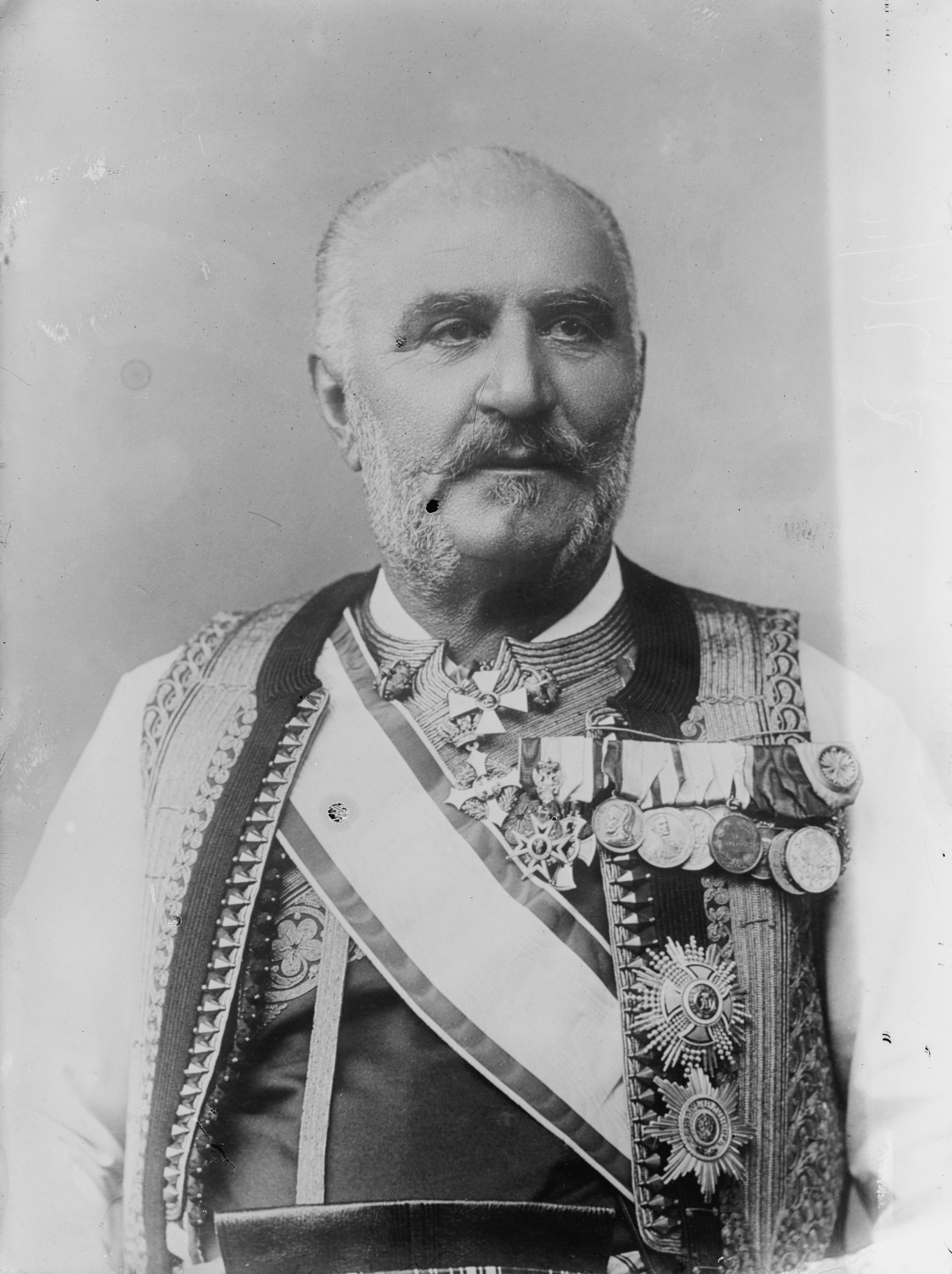
Король Нікола І Чорногорії. 1911 рік.

28 серпня 1910, в ювілейний рік 50-річчя свого царювання, слідуючи загальноєвропейської традиції, а також зміцнюючи свою державну владу, Нікола I проголосив князівство Чорногорія королівством, і став його першим королем. Коронація Ніколи та Мілени Вукотич відзначилась великою церемонією. Крім того її відвідало багато високопосадовців сучасної Європи: великий князь російський Петро Миколайович, князь Франц-Йосиф Баттенберг, княгиня Ютта Макленбург, іспанський король Альфонс XIII, королева Вікторія, сербський престолонаслідник принц Олександр Карагеоргієвич та інші. Для коронації Нікола зробив нові королівські регалії. Через 4 роки, напередодні Першої світової війни, він привласнив собі надзвичайні повноваження самодержавного монарха.

## Особистість
Нікола I Негош весь час свого понад півстолітнього царювання прагнув ввести Чорногорію до низки європейських держав. Він часто мав закордонні подорожі до Австрії, до Німеччини, до Франції, до Росії та інших держав, опанував німецьку, французьку, італійську та російську мови. Князь правив Чорногорією з великим дипломатичним мистецтвом, маневруючи між великими державами. Нікола був умілим політиком і хорошим батьком: він влаштував вигідні династичні шлюби для своїх дітей, що принесло йому прізвисько «тестя Європи».
Секретар російської місії в Цетинє Ю. Я. Соловйов, який перебував при чорногорському дворі в 1905 році і відкликаний на вимогу князя в Росію, писав про нього у своїх спогадах: «Це була надзвичайно мальовнича фігура. Микола був природженим актором … Улюбленим заняттям Миколи була політика. Він сварив дипломатів один з одним, щоб по черзі отримувати відомості про їх колег. Він всіляко намагався справити враження на оточуючих, вражаючи їх удаваною простотою і добродушністю. Насправді він був дуже хитрим і пройшов через багато політичних труднощів політичним інтриганом».

## Балканська війна, Перша світова і вигнання

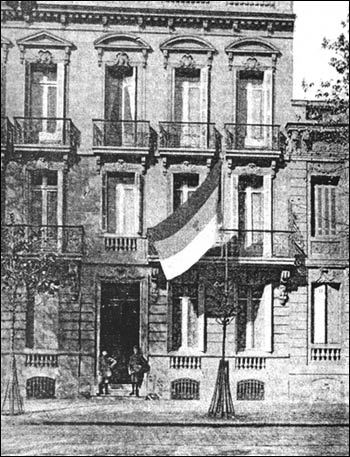
Чорногорський уряд у вигнанні. Бордо, Франція.

Нікола І король Чорногорії з родиною і вигнанні.

Восени 1912 року Чорногорія оголосила Османській імперії війну, що перетворилася на один із епізодів першої балканської війни. Головною метою Ніколи I було розширення кордонів свого королівства і здобуття Скадара (тепер Шкодера), володіння яким дозволяло контролювати водний шлях зі Скадарського озера до Адріатичного моря. Навесні 1913 року, після капітуляції турецької залоги, чорногорці увійшли до міста як переможці. Австрійці однак вимагали, щоб чорногорці залишили місто, погрожуючи інтервенцією. Інші великі країни погодолися з австрійськими вимогами, і Нікола I був змушений поступитися. Скадар віддали новоствореній Албанії, а Чорногорія отримала половину Нові-Пазарського санджаку та Метохію.
Після початку Першої світової війни в 1914 році король Нікола зразу ж оголосив війну країнам Троїстого союзу, і зразу ж потрібно було мобілізувати національну армію Чорногорії. В 1915 році, завдяки вдалому управлінню армією князя Петра, чорногорцям вдалось приєднати частину зайняту Австро-Угорщиною. В травні 1915 року ситуація почала змінюватись не на користь Чорногорії. Австрійці отримали таємну допомогу Сербії і чорногорці були змушені відмовитись від окупованих територій. 1916 року чорногорська армія під командуванням князя Петра здалась і королівська сім'я переїхала до Подгорицю. Вони ще сподівались на примарну спробу врятувати державу. Проте в січні 1916 року королівська сім'я змушена була вирушити у вигнання до Італії, а потім до Франції в Антіб, де династія мала значні статки.
Після втечі королівської сім'ї Чорногорію було анексовано Сербією. А уже 20 липня 1917 року була підписана Корфська декларація, в якій йшлось про створення нової багатонаціональної держави сербів, хорватів та словенців. 26 листопада 1918 року в Сербії Скупщина видала заяву, в якій затверджувалось вигнання династії Петровичів, та позбавлення влади Ніколи над Чорногорським престолом.

## Останні роки життя
Нікола розгорнув діяльність і у вигнанні. Так президент Франції Раймон Пуанкаре визнав чорногорський уряд у вигнанні. Резиденцією цього уряду стало місто Бордо і Нікола не полишав надії повернутись на трон до самої смерті в 1921 році. Король жив з деякими іншими членами королівської сім'ї на віллі Liserons де працював з надзвичайною наполегливістю. Крім того Нікола був затятим курцем та полюбляв каву, а після вигнання пристрасть до сигарет посилилась. В грудні 1920 року стан здоров'я короля погіршав настільки, що в понеділок першого березня 1921 року король Нікола в присутності королеви Мілени, декількох дітей та внуків, загинув на віллі від крововиливу в мозок. Його останніми словами були: «Нехай Бог благословить і допоможе моїм улюбленим чорногорцям». Листи з співчуттями вдові надіслалии понад 20 монархів із всього світу, 6 президентів світу, а також близькі друзі.

## Поховання

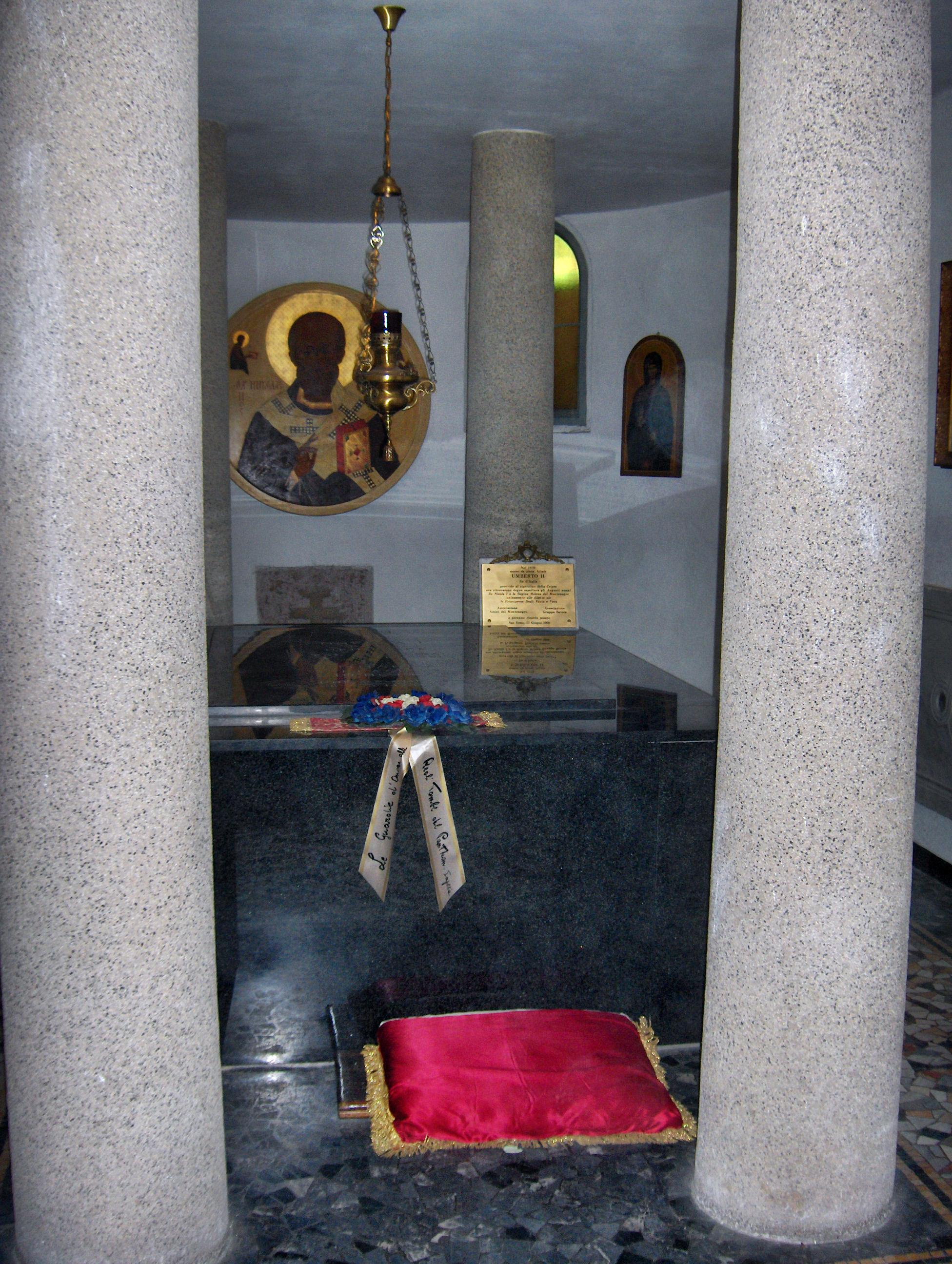
Гробниця короля Ніколи та королеви Мілени. Сан-Ремо, Італія.

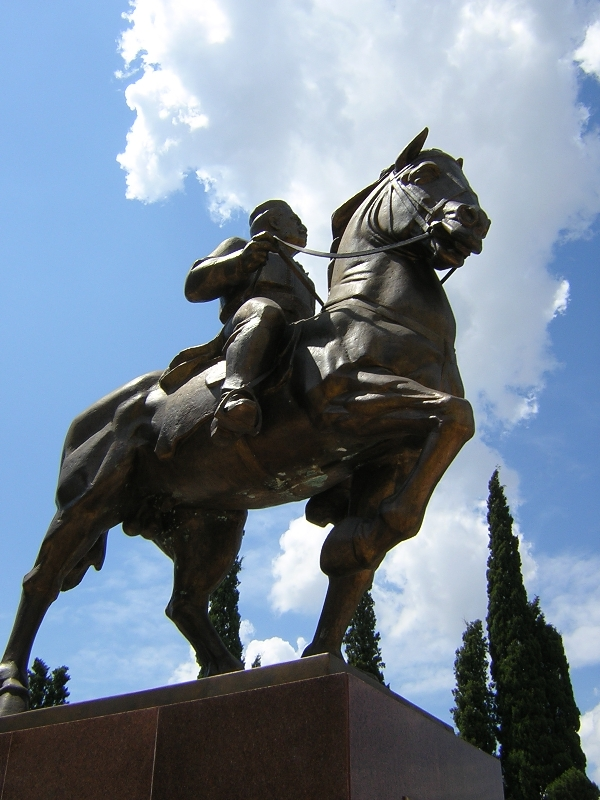
Пам'ятник королю Ніколі І в Подгориці

Короля було поховано в оливковому гробі і 10 березня перевезено в Сан-Ремо в Італію, де 17 березня було поховано на місцевому православному кладовищі. На похоронах були присутні, окрім багатьох чорногорців у вигнанні і членів королівської сім'ї, ще й члени італійської королівської сім'ї, жителі Сан-Ремо і колишні голови європейської та світової політики. 1989 року прах Ніколи, королеви Мілени, і двох їхніх дітей було перепоховано в Цетинє в королівських похованнях з білого мармуру.

## Нагороди
- Чорногорський Орден Данила I 1 ст.
- Красногорський Орден Святого Петра Цетинського
- Чорногорська Медаль «В пам'ять війни за визволення та незалежність 1875—1878 років»
- Чорногорська Військова медаль «За хоробрість»
- Чорногорська Медаль Мілоша Обиліча
- Російський Орден Святого Георгія 3 ст. (12.04.1877)
- Російський Орден Святого Георгія 2 ст. (01.1878)
- Російський Орден Святого Андрія Первозванного (1889)
- Англійський Королівський Вікторіанський орден
- Італійський Військовий орден Італії
- Французький Орден Почесного Легіону (офіцер)
- Румунський Орден Кароля І

## Титули
Повна офіційна назва звучала так:
Його Величність Нікола I Петрович-Негош Мірков, по милості Божій, князь і подальшої Чорногорії царя, господар Чорногорії, великий князь Граховський і Жетський, князь Метохіський, Господар Цетинський, Печ і Ніксістський, граф Петрович-Нєгоський і граф Андрієвський.
Господар вперше використані zetským князь Đurađ I в династії Балшичей в 14 століття. Пізніше вони отримали назву на 15 століття, члени династії Црноєвічей- Іван Іванович (засновник міста Цетинє) в її Статуті підписаний Івана Црноєвіча, господарь Zeta. У 1853 року, князь Данило II. Петрович Негош-в Кодексі підписаний Данило, принц і господар. Нікола вона почала використовувати назву через свою популярності серед підданих, які мали назву «відкрив вам.»
Зазвичай, однак, вони взяли титули його Високість принц, пізніше Його Величності Короля на військових подій і державних візитів в Російській імперії, після всього — титул маршала Російської імператорської армії.
Хронологічно, якщо його назви можуть бути класифіковані наступним чином:
- · Граф Петрович-Нєгоський
- · Його Високість Принц Чорногорії
- · Господар Цетинський
- · Господар Ніксинсьий
- · Маршал Російської імператорської армії
- · Його Королівська Високість принц Чорногорії
- · Великий князь Граховський
- · Його Величність Король Чорногорії
- · Господар Чорногорії
- · Граф Андрієвський
- · Господь Печ
- · Герцог Метохіський

## Творчість
Нікола І був також відомим поетом і письменником. Його історичні драми, вірші та балади займають визнане місце в сучасній слов'янській писемності, серед них драми Балканська і Князь Арваніт, вірші Хайдана і Пісенник вілла або пісні Нові колеса і вже згадувана популярна пісня Онама Намо "!.
Король був також відомий своїм звучним голосом і загальним талантом до співу, також любив грати на скрипці. Він став дуже популярним серед підданих і досі згадується серед чорногорських громадян.
Король Нікола створив багато віршів, пісень та історичних романів чи оповідань. Найвідомішим є національний гімн Чорногоського князівства, а пізніше королівський гімн монархії.

## Палац короля Ніколи І
По всьому світу розташовано близько десятки палаців Ніколи I. Один з них знаходиться в Чорногорії, в місті Бар. Раніше у нього була інша назва — Палац Тополиця (так називалася місцевість, на території якої побудували палац).
Король Нікола I був один з небагатьох королів в історії країни, який за час свого правління покращив економічне становище Чорногорії. Палац був побудований королем Ніколою в 1885 році, очікувалося, що в ньому буде жити його дочка, Зорка. Король захотів, щоб палац знаходився на морському березі, щоб у ньому було декілька будівель, каплиця, зимовий сад і ботанічний сад з екзотичними рослинами.
Король Нікола дуже любив яхти, кораблі та інші судна, тому спочатку до палацу примикав дерев'яний настил, який був пристанню. У короля було кілька яхт, деякі з яких збереглися донині. Вважається, що одну з яхт король купив у письменника Жюля Верна.
З 1926 року палац короля Ніколи є краєзнавчим музеєм, де проходять всілякі виставки, фестивалі, літературні вечори. На території палацу до наших днів зберігся парк, в якому люблять прогулюватися місцеві жителі і приїжджі туристи.
У музеї сьогодні зберігаються різні історичні, археологічні предмети, а також прапори, фотографії членів королівської сім'ї, колекція зброї і медалей, таблички, емблеми та друку. У стінах музею знаходиться одна з найбільших в Чорногорії бібліотек. У ній зберігається понад 10000 рідкісних книг.
Щоб відвідати палац короля Ніколи потрібно дістатися до міста Бар. Краще всього їхати з Будви на автобусі чи поїзді. Автобус робить зупинку в центрі Бара, звідки можна на місцевому транспорті доїхати до Старого Бара, де і знаходиться музей. Ціна квитка на автобус з Будви до Бара становить близько 4 євро.
Так як в Барі знаходиться найбільший порт в країні, то можна перетворити поїздку в музей в захоплюючу подорож по морю. Часто пропонують яхти на прокат, також з Будви регулярно ходять пороми до Бара.
Палац короля Николи становить інтерес для любителів історії, тому що в ньому можна знайти безліч предметів, що раніше належали членам королівської сім'ї. Також туристи можуть прогулятися по саду, від чого отримають масу приємних емоцій.

## Батьки
| Назва            | Фотографія | Дата народження | Дата смерті    |
| ---------------- | ---------- | --------------- | -------------- |
| Мірко Петрович   | Duke Mirko | 19 серпня 1820  | 20 липня 1867  |
| Стана Мартиновіч |            | 27 липня 1824   | 23 грудня 1894 |

## Дружина
| Назва          | Фотографія          | Дата народження | Дата смерті     |
| -------------- | ------------------- | --------------- | --------------- |
| Мілена Вукотіч | Queen of Montenegro | 4 травня 1847   | 16 березня 1923 |

## Діти
| Назва                    | Фотографія                              | Дата народження | Дата смерті       | Шлюб |
| ------------------------ | --------------------------------------- | --------------- | ----------------- | --- |
| Принцеса Зорка           | Princess Zorka of Montenegro            | 23 грудня 1864  | 16 березня 1890   | сербський принц Петро Карагеоргієвич, в майбутньому король Сербії та перший король сербів, хорватів та словенців                                                                               |
| Велика княгиня Міліца    | Milica Nikolajevna                      | 26 липня 1866   | 5 вересня 1951    | Великий князь Петро Миколайович з російського імператорського дому |
| Велика княгиня Анастасія | Anasztaszija Nyikolajevna of Montenegro | 4 січня 1868    | 15 листопада 1935 | перший шлюб герцог Георг Лейхтенберзький, другий шлюб великий князь Микола Миколайович (молодший), обидва із російського імператорського дому                                                  |
| Принцеса Марія           |                                         | 29 березня 1869 | 7 травня 1885     | |
| Принц Данило             | Crown Prince Danilo of Montenegro       | 29 червня 1871  | 24 вересня 1939   | німецька герцогиня Ютта Мекленбург-Штреліцька, родичка британської королівської родини |
| Королева Єлена           | Queen Elena of Italy                    | 8 січня 1873    | 28 листопада 1952 | Віктор Емануїл III, король Італії, король Албанії, імператор Ефіопії |
| Принцеса Анна            | Princess Anna of Montenegro             | 18 серпня 1874  | 22 квітня 1971    | німецький принц Франц Йозеф Баттенберг, брат правлячого князя Болгарії Олександра І Баттенберга                                                                                                |
| Принцеса Софія           |                                         | 2 травня 1876   | 14 червня 1876    | |
| Принц Мірко              | Prince Mirko of Montenegro              | 17 квітня 1879  | 2 березня 1918    | Наталія Костантінович, родичка правлячої на той час у Сербії королівської династії Обреновичів. Шлюб мав надати Негошам права на Сербію, оскільки в Обреновичів були проблеми із спадкоємцями. |
| Принцеса Ксенія          | Princess Xenia of Montenegro            | 22 квітня 1881  | 10 березня 1960   | |
| Принцеса Віра            |                                         | 22 лютого 1887  | 31 жовтня 1927    | |
| Принц Петро              | Prince Peter of Montenegro              | 10 жовтня 1889  | 7 травня 1932     | англійська акторка Віолета Вегнер |